# Subsabinoides
Subsabinoides es un género de foraminífero bentónico considerado un sinónimo posterior de Angulodiscorbis de la familia Glabratellidae, de la superfamilia Glabratelloidea, del suborden Rotaliina y del orden Rotaliida. Su especie tipo era Subsabinoides charlesensis. Su rango cronoestratigráfico abarcaba el Holoceno.

## Clasificación
Subsabinoides incluye a la siguiente especie:
- Subsabinoides charlesensis

Otras especies consideradas en Subsabinoides son:
- Subsabinoides implacida †, de posición genérica incierta
- Subsabinoides sanmiguelica †, de posición genérica incierta